# Chika Oduah
Chikaodinaka Sandra Oduah, née le 14 mars 1986, est une journaliste nigériano-américaine qui a travaillé comme productrice de journaux télévisés, correspondante, rédactrice et photographe. Connue pour son style de reportage centré sur l'humain avec une approche anthropologique, elle a reçu le prix CNN Multichoice African Journalist Award en 2016. Les reportages d'Oduah explorent la culture, l'histoire, les conflits, les droits de l'homme et le développement pour saisir les complexités, les espoirs et les réalités quotidiennes des Africains et des personnes d'origine africaine. Ils sont construits sur la base d’enquêtes sur le terrain, au contact des différentes personnes concernées.

## Biographie

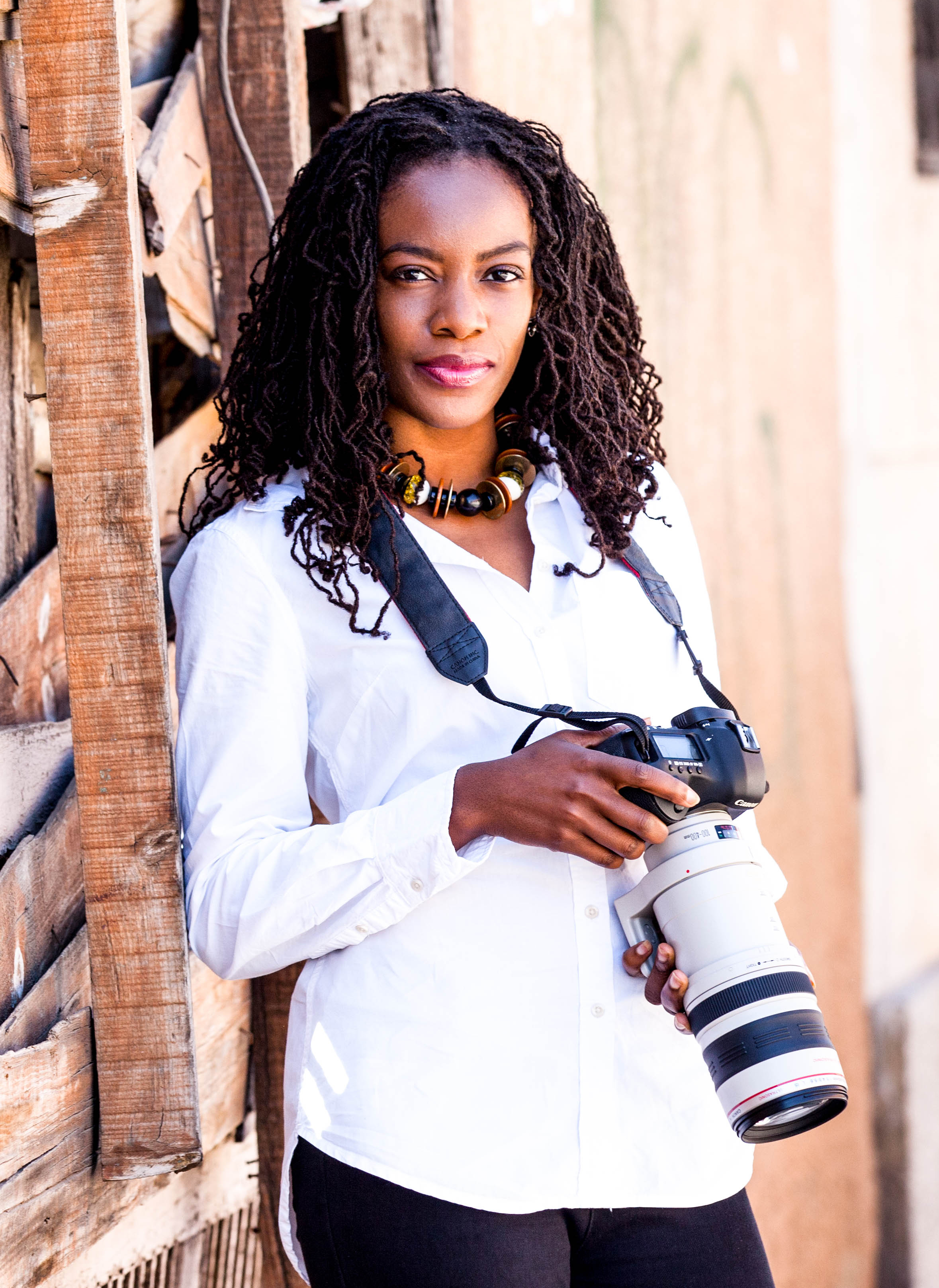
En 2018

Oduah est issue d'une famille d'origine Igbo. Fille d'Emmanuel et de Mercy Oduah, elle est née le 14 mars 1986 à Ogbaru, dans l'État d'Anambra. Elle a déménagé avec sa famille à l'âge de 2 ans à Atlanta, aux États-Unis. Pendant ses études secondaires, Chika rejoint le média Vox en tant que reporter, se concentrant principalement sur les histoires d'immigrants et de réfugiés à Atlanta.
En 2004, Chika Oduah travaille au Center for Pan-Asian Community Services à Doraville, en Géorgie, où elle enseigne à des adolescents réfugiés du Soudan, d'Afghanistan, du Liberia, d'Irak, de Bosnie, du Rwanda et du Sud-Soudan. Entre 2004 et 2008, elle fréquente l'université d'État de Géorgie, où elle étudie le cinéma, l'anthropologie et le journalisme de diffusion. Elle obtient une licence en journalisme et une licence en anthropologie. Pendant son séjour au sein de cette université, elle écrit des articles pour des médias et contribue à la station de radio universitaire. Elle est également une ancienne élève de l'école de journalisme Medill (en) de l'université Northwestern.
En 2009, elle commence à travailler comme photographe commerciale à Atlanta. En 2010, elle s'installe à Nairobi, au Kenya, et y exerce en tant que reporter d'actualités télévisées et productrice de documentaires pour K24 TV. Elle y rencontre le journaliste kenyan et animateur Jeff Koinange (en). Revenant aux Etats-Unis, elle est mise à contribution par la NBC au Rockefeller Center à New York, et fait des reportages pour le média TheGrio (en). Elle travaille  ensuite pour Sahara Reporters.
Chika Oduah se réinstalle en 2012 en Afrique de l’Ouest, au Nigeria dans un premier temps  puis à Dakar au Sénégal en 2017. Elle y travaille avec Al Jazeera en tant que reporter et productrice de journaux télévisés. Elle collabore également avec CNN, l'Associated Press, Voice of America, la section anglophone de France 24, et d’autres plateformes médiatiques, intéressées par une correspondante en Afrique de l’Ouest,.
En 2014, Chika Oduah accède à une notoriété internationale par sa couverture de l'enlèvement des lycéennes de Chibok. Elle est la première journaliste internationale à se rendre sur place et à passer beaucoup de temps dans la communauté isolée de Chibok. Ses reportages mettent en lumière le sort des femmes et des enfants, avec une couverture exclusive des pourparlers de médiation mais aussi des entretiens avec des épouses de djihadistes.
En 2017, elle lance Biafran War Memories, une archive numérique qui cherche à préserver l'histoire et les témoignages de première main de la guerre entre le Nigeria et le Biafra. Pour les investigations sur ce sujet, elle parcourt le pays pour collecter plusieurs centaines de témoignages de victimes, témoins ou soldats. Pour beaucoup de ses interlocuteurs, c’est la première fois qu’ils racontent cette guerre. « Un vieux soldat du Nord a fondu en larmes en évoquant la mort de son frère », se souvient-elle. Elle-même avait appris à 17 ans, alors qu’elle vivait aux États-Unis, que sa mère avait dû passer deux ans dans un camp de réfugiés pendant son enfance. Sa mère ne lui avait jamais confiée ce passage de sa vie auparavant.

## Distinctions
À la suite de ses reportages et investigations en Afrique de l'Ouest, elle a reçu plusieurs distinctions anglo-saxonnes ou africaines. Ainsi, ses reportages sur l'enlèvement d'écolières par le groupe terroriste Boko Haram à Chibok lui ont valu le Trust Women «Journalist of The Year Award» de la Fondation Thomson Reuters en 2014. Elle remporte le prix 2015 de l'African Story Challenge décerné par l'African Media Initiative et l'International Center for Journalists pour sa couverture des suites d'une épidémie de saturnisme en 2010 au Nigeria, un projet qui lui a également valu le Dow Technology & Innovation Reporting Award lors des 2016 CNN MultiChoice African Journalist Awards. Le 8 mars 2016, elle figure dans la liste des «100 femmes les plus inspirantes du Nigeria» du site nigérian YNaija, avant d'être mentionnée dans la liste comparable, en 2018, de la revue américaine OkayAfrica. Elle est  élue lauréate de la catégorie des Futures Awards et du prix EbonyLife pour le journalisme lors de la onzième édition des Futures Awards. En septembre 2016, elle devient la première lauréate du prix Young Reporter for a Sustainable Future décerné par le Centre international des journalistes en partenariat avec la Fondation des Nations unies, etc.,,.